# Платан західний (пам'ятка природи, Луцьк)
Дерево породи плата́н за́хідний — ботанічна пам'ятка природи місцевого значення в Україні. Розташована в межах міста Луцька (вул. Шопена). 
Площа 0,0077 га. Статус надано 1977 року за розпорядженням Волинського облвиконкому від 29.09.1977 № 468. Рішенням Волинської обласної ради від 16.11.2023 № 23/7 «Про зміну меж об’єкта природно-заповідного фонду місцевого значення ботанічної пам’ятки природи «Платан західний» зменшено площу пам'ятки (початково площа становила 0,01 га). Перебуває у віданні комунального підприємства «Парки та сквери м. Луцька». 
Статус надано для збереження одного екземпляра екзотичного дерева — платана західного. Дерево віком близько 100 років зростає на правому березі річки Сапалаївка, на території Луцького ботанічного саду.

## Галерея

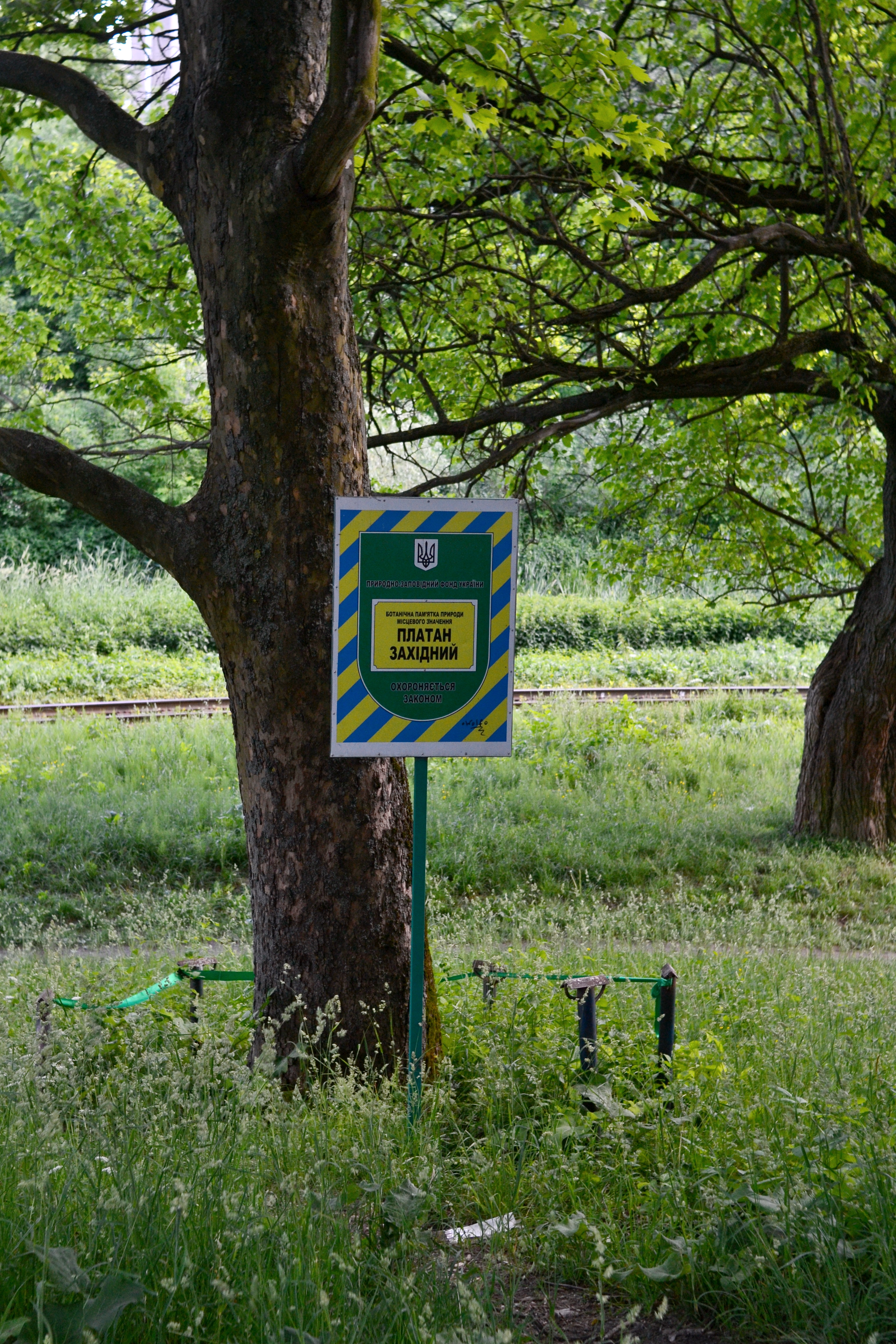
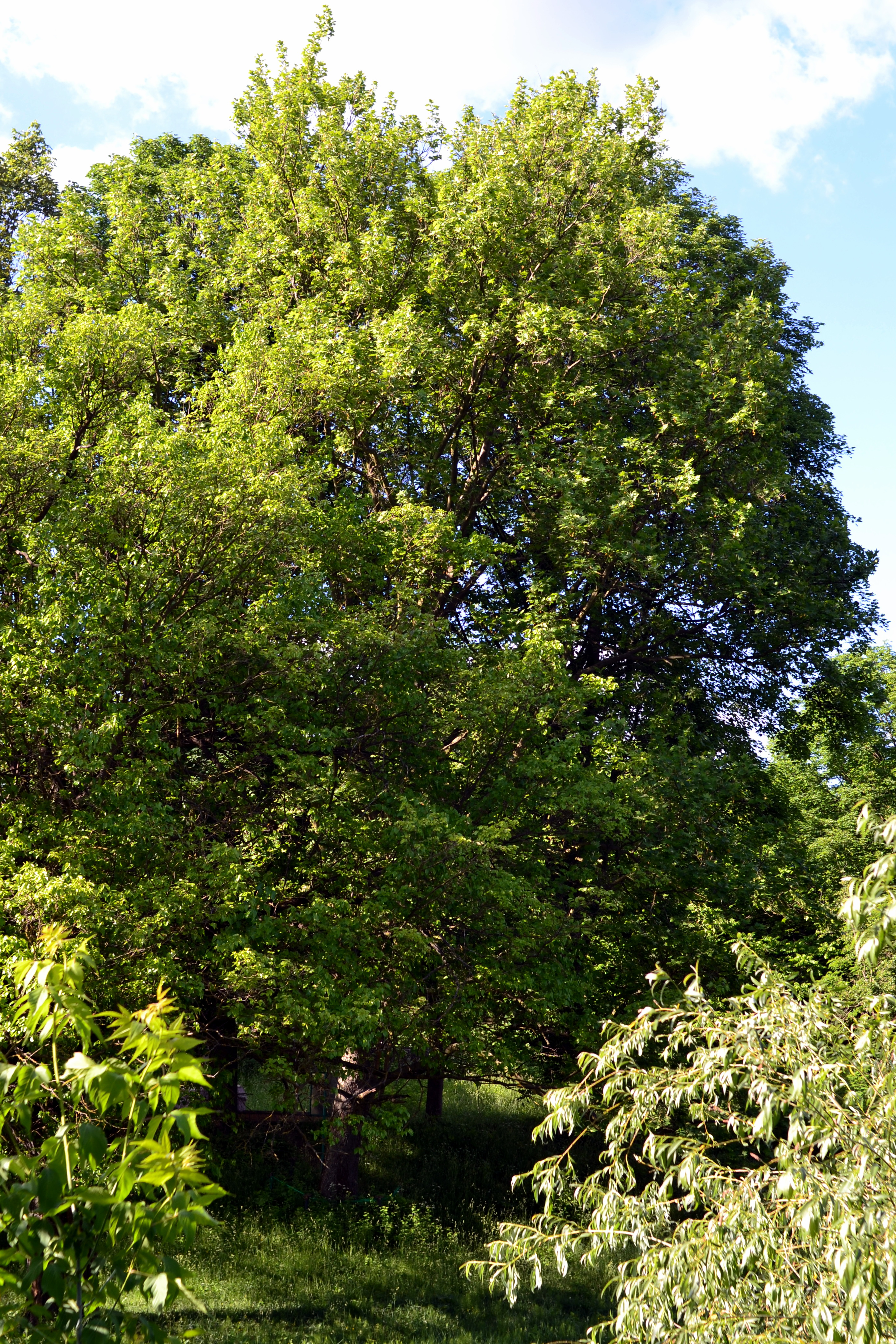
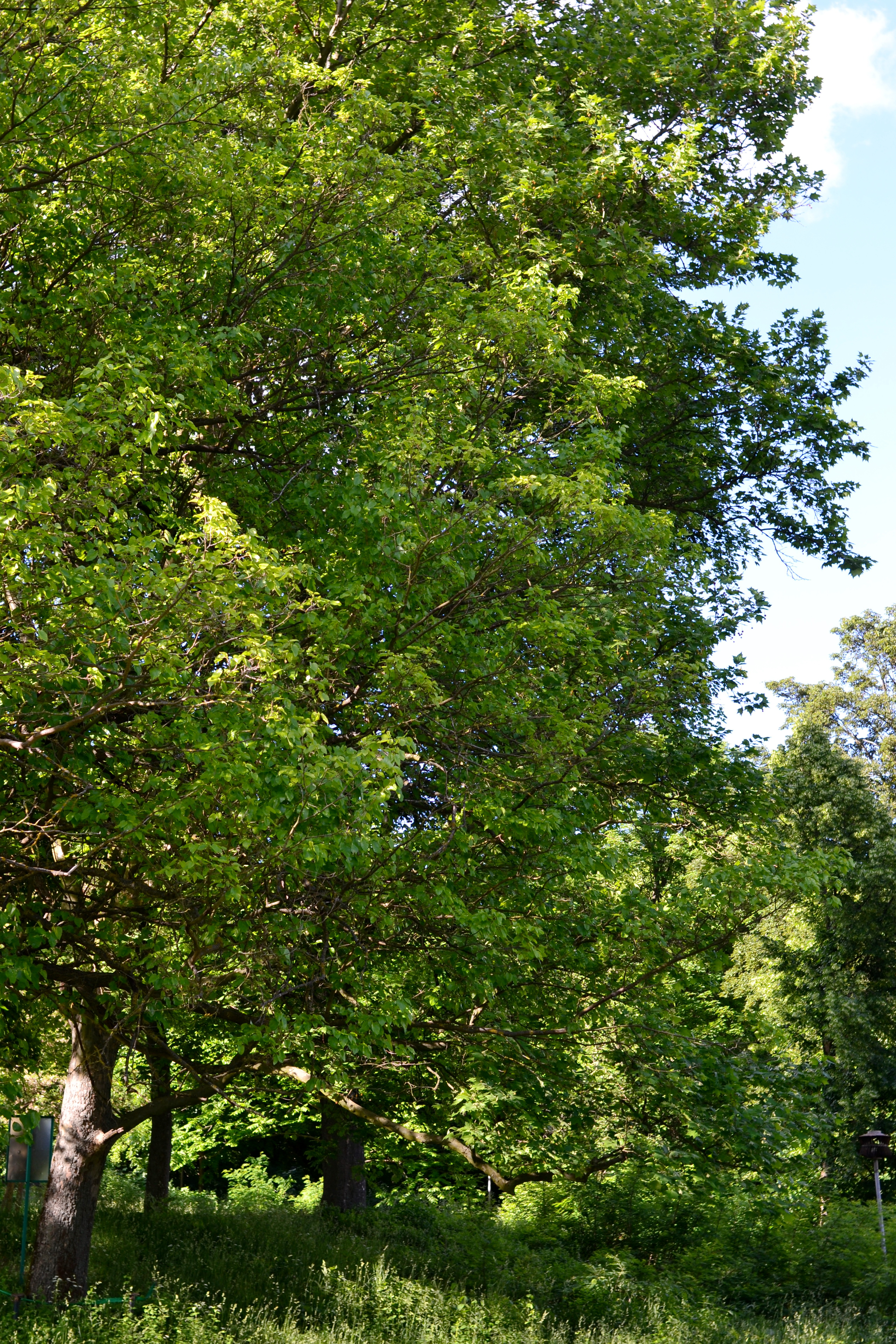